# Dislalie
Dislalia este tulburarea de pronunție (de articulare) provocată de afecțiuni organice sau funcționale ale organelor periferice ale vorbirii și care constă în imposibilitatea emiterii corecte a unuia sau mai multor sunete (combinații de sunete). 

## Frecvența
Datele din literatura de specialitate cu privire la frecvența dislaliilor diferă de la autor la autor, nu numai de specificul limbii, dar și în funcție de exigența celui care diagnostichează. Astfel, Sheridan este de părere că la vârsta de 5 ani dislaliile sunt în proporție de 26% la fete și 34% la băieți, iar la opt ani 15% la fete și 16% la băieți.
La copilul ante-preșcolar, este de natură fiziologică, ca urmare a nedezvoltării suficiente a aparatului fonoarticulator și a sistemelor cerebrale implicate în actul vorbirii. Sunetele nu sunt toate la fel de afectate. Cel mai frecvent afectate sunt cele care apar mai târziu în vorbirea copiilor: vibranta r, africantele c, g, t și siflantele s, z, șuierătoarele s, j, consoanele b, d, t, m, n, dintre vocale a, e, u.
Dislalia este cea mai frecventă tulburare de vorbire ce constă în abaterea de la pronunția obișnuită, de la vorbirea standard. În unele cazuri, dislalia se manifestă prin neputința emiterii unor sunete sau a silabelor, ori omiterea lor; în altele, ele sunt înlocuite, substituite, inversate sau deformate. În formele grave, asemenea fenomene se pot produce și la nivelul cuvintelor. Se poate considera că există o dislalie simplă sau parțială, când apar deteriorări numai la nivelul anumitor sunete, și alta generală sau polimorfă, când sunt alterate majoritatea sunetelor sau silabelor. Sunetele afectate nu au aceeași pondere, deoarece și în vorbire unele au o frecvență mai mare în raport cu altele. Consoanele sunt mai des afectate comparativ cu vocalele, iar dintre acestea cele care apar mai târziu în vorbirea copiilor și care necesită pentru emitere mișcări de mai mare finețe a aparatului fonoarticular (cum sunt vibranta r, siflantele s-z, șuierătoarele s-j, africatele c-g-t) sunt supuse mai ușor fenomenului de destructurare.
În funcție de cauzele ce stau la baza tulburărilor de pronunție dislaliile se împart în organice și funcționale. Dislaliile organice sunt provocate de anumite deficiențe anatomo-fiziologice la nivelul analizatorului auditiv sau al aparatului articulator. Printre deficiențele anatomice incriminate mai des în dislalie se numără prognatismul și progenia, amplasarea deficitară a dinților, frenul lingual prea scurt, despicăturile maxilovalo-palatine (așa-numitele “gură de lup” și “buză de iepure”). Există și deteriorări ale sunetelor (în special m-n), determinate de vegetațiile adenoide, de polipi care duc la tulburări de articulație, numite rinolalii. Dislaliile funcționale sunt provocate de unele întârzieri în dezvoltarea intelectuală, de metodele instrucționale greșite și de imitarea vorbirii deficitare a unor persoane din anturajul copilului.
Bâlbâiala este o tulburare mai gravă de vorbire și apare mai frecvent la băieți față de fete. Ea are trei forme: clonică, tonică și mixtă. În bâlbâiala clonică apar întreruperi ale cursivității vorbirii, determinate de prelungirea sau repetarea unor sunete și silabe. În forma tonică apare un blocaj la nivelul primului cuvânt din propoziție prin prezența unui spasm articulatoriu de lungă durată.
Forma mixtă este mai gravă, deoarece sunt prezente caracteristicile primelor două, cu predominarea uneia dintre ele.
Printre cauzele bâlbâielii menționăm o serie de factori de natură psihologică ca: traumele psihice (sperieturi, emoții, șoc pe fondul unei constituții fizice debile sau ale unei imaturități afective); stări conflictuale de lungă durată, care creează o permanentă stare de neliniște. În logopedie se menționează și ereditatea ca factor al bâlbâielii, dar este greu de precizat. De asemenea, întârzierile în dezvoltarea psihofizică generală, tulburările endocrine, traumatismele suferite în timpul nașterii, bolile infecto-contagioase pot constitui un fond favorizant instalării bâlbâielii prin acțiunea factorilor nocivi anterior menționați.
În situația când bâlbâiala devine conștientizată de către logopat, acesta o trăiește ca pe o dramă interioară ce se poate transforma în logonevroză. Aceasta afectează întreaga personalitate a subiectului și prezintă o simptomatologie mai complexă.
În aceeași categorie a tulburărilor de ritm și cadență se înscriu tahilalia (vorbirea într-un tempou prea rapid) și bradilalia (vorbirea într-un tempou exagerat de rar).
Întârzierile în dezvoltarea generala a vorbirii se întâlnesc la acei copii care nu reușesc să atingă nivelul mediu al dezvoltării vorbirii pentru vârsta respectivă. Astfel de fenomene apar sub forma unui vocabular sărac și a posibilităților reduse în formularea propozițiilor, a frazelor. Întârzierile în dezvoltarea vorbirii pot cuprinde atât aspecte fonetice, lexicale, cât și gramaticale. Copiii care manifestă aceste carente întâmpină dificultăți în comunicare, în exprimare, dar și în înțelegerea vorbirii celor din jur.
Întârzierile în dezvoltarea vorbirii pot fi provocate, uneori, de deficiențe la nivelul sistemului nervos, ca urmare a unor hemoragii cerebrale și a bolilor grave din prima copilărie. Când aceste cauze sunt deosebit de grave pot determina handicapuri polimorfe de vorbire și complexe, cum sunt afaziile și alaliile. Subliniem că cele mai multe întârzieri în dezvoltarea vorbirii sunt determinate de neglijențe educative și de un mediu nefavorabil care să stimuleze dorința copilului de a comunica și relaționa cu cei din jur.
Tulburările de voce se pot manifesta sub forma unor oboseli numite fonoastenii, când are loc o scădere a intensității vocii; afonie ce constă în pierderea totală a vocii sonore și disfonie caracterizată prin pierderea parțială a vocii. Aceste fenomene sunt determinate de o serie de afecțiuni ale aparatului fonoarticulator, ale sistemului endocrin și ale organismului în general; laringitele acute și cronice care se manifestă prin răgușeală și lipsa de expresivitate și intonație a vocii.
Mutismul electiv sau voluntar apare mai frecvent la copiii hipersensibili și se manifestă printr-o muțenie temporală, parțială sau totală. În astfel de situații, copiii respectivi refuză să comunice, pe o anumită perioadă de timp, numai cu unele persoane, iar când este mai accentuat, refuzul se extinde față de toate persoanele. De cele mai multe ori, mutismul electiv este provocat de metode greșite de educație, de eșecuri repetate, de stresuri care traumatizează copilul, de atitudini care frustrează subiectul.
Dislexia și disgrafia constau în incapacitatea copilului de a învăța citirea și respectiv scrierea. Școlarul cu astfel de tulburări face confuzii constante și repetate între fonemele asemănătoare acustic, literele și grafemele lor, inversiuni, adăugiri și omisiuni de litere și grafeme. Asemenea fenomene au loc și la nivelul cuvintelor și chiar al propozițiilor. În același timp, intervin greutăți în combinarea cuvintelor în unități mai mari de limbaj. Apar uneori și tulburări ale lizibilității și ale laturii semantice. Aceste caracteristici împiedică asimilarea și automatizarea regulilor ortografice. La unii disgrafici grafemele sunt plasate defectuos în spațiul paginii, sunt inegale ca mărime și formă, ceea ce conduce la o dezordine evidentă. Din cauza neînțelegerii textelor citite, și chiar a propriului lor scris, exprimarea verbală la dislexici și disgrafici este lacunară, cu omisiuni sau dimpotrivă, conține adăugiri de elemente ce nu figurează în textul respectiv. Forme variate de dislexo-disgrafie pot apărea și după achiziția deprinderilor citit-scrisului ca urmare a instalării unor factori inoportuni, dezorganizatori.
Ca și alte handicapuri de limbaj, și cele ale scris-cititului pot provoca o serie de tulburări de comportament cu tendințe de agravare o dată cu creșterea copilului și a conștientizării handicapului respectiv. În plus pot să apară eșecuri școlare repetate ce amplifică tulburările de comportament și care pot determina o seamă de frământări interioare, emoții și efecte exagerate, teama de vorbire, negativism, scăderea încrederii în forțele proprii, susceptibilitate, irascibilitate etc. Toate acestea se traduc în plan comportamental prin exprimarea atitudinii negative față de activitate și colectivitate, atitudine conflictuală de afirmare a propriei persoane și de apreciere a rezultatelor obținute de alții.
La puberi și adolescenți, tulburările de limbaj accentuează complexul de inferioritate și dezorganizează personalitatea. Astfel, ei refuză colaborarea și manifestă ostilitate față de cei din jur, au repulsie pentru activitatea școlară, sunt instabili afectiv, depresivi și impulsivi, intră în conflict cu familia și au dificultăți de integrare în viața socială. Aceste tulburări se înlătura o dată cu corectarea handicapurilor de limbaj, ceea ce va duce, în perspectivă, la dezvoltarea armonioasă a personalității.

## Cauze specifice
- Imitarea unor persoane cu o pronunție deficitară;
- Metode nefavorabile de educație, care nu duc la stimularea vorbirii;
- Încurajarea copilului preșcolar pentru pronunția peltică pentru amuzament;
- Implantarea defectuoasă a dinților;
- Diferite anomalii ale aparatului bucal;
- Deficiențe cerebrale;
- Insuficiența dezvoltării psihice;
- Hipoacuzie;
- Slaba dezvoltare a auzului fonematic;
- Progenia și prognatismul;

## Terapia
Terapia și recuperarea se fac în cadrul cabinetelor logopedice, prin metode adaptate specificului de vârstă și a particularităților de vorbire ale fiecărei persoane. Sunt utilizate exerciții de terapie generală și exerciții de terapie specifică. Persoana care realizează terapia poartă numele de logoped.